# ヒョンヒョロ
「ヒョンヒョロ」は、藤子・F・不二雄（発表時は藤子不二雄名義）の読切漫画作品。1971年（昭和46年）に早川書房の月刊雑誌『S-Fマガジン』増刊号に発表された。
米沢嘉博は、本作と同じく『S-Fマガジン』に掲載された「ドジ田ドジ郎の幸運」とがSF界が藤子・F・不二雄という存在を認識するきっかけになったのではないかと指摘すると共に、本作を「映画『ハーヴェイ』を思わせる」と指摘している。SFファンの本作に対する評判は良く、藤子・F・不二雄はSFプロパーの方向性へ探ってゆくこととなる。

## あらすじ
ある日、マーちゃんは「お星さまを拾った」「円盤に乗ったウサギさんを見た」と言い出すが、両親は子供の戯言だと信じなかった。その後、マーちゃんは「ウサギさんから貰った」「字が読めないなら、読んでもらうように言われた」とする手紙を両親に見せる。手紙には「脅迫状。ヒョンヒョロを差し出さないと誘拐するてす。マーちゃんどの」といった内容が書かれていた。またも大人は信じなかったが、彼らの前にうさぎのような異生物が姿を現した。
異星人を名乗る「うさぎ」はマーちゃんを相手に「ヒョンヒョロ」を渡すように交渉していた。地球の取引を勉強して来たという「うさぎ」は穏和かつ厳格誠実に「ヒョンヒョロ」を要求する。銃などの地球の兵器が通じない「うさぎ」に恐れをなしたマーちゃんの両親や刑事達は子供を巻き込まない事を了承させつつ、取引を進めるが「ヒョンヒョロ」が何なのかさっぱりわからない。
苦し紛れに約束の時間にありったけの現金を渡すが、「うさぎ」は紙切れなどではなく「ヒョンヒョロ」を渡せと突っぱねる。
現金を渡した刑事達が「ヒョンヒョロ」を知らない事を吐露すると、「うさぎ」はそれがあまりにも非常識であることに血相を変え、予告通り誘拐を実行する。
その後、マーちゃんが「空からヒョンヒョロと落ちて来たお星さま」を両親に見せようと呼びかけるが、町中が静まり返り、返事はどこからも返って来なかった。

## 収録書籍
- 『'71日本SFベスト集成』筒井康隆編、徳間書店、1975年、ISBN 978-4191509412
  - 徳間文庫版、1980年11月発行、ISBN 978-4195771273
- 『藤子・F・不二雄SF全短篇 第1巻』 中央公論社、1993年、ISBN 4120015491
- 『藤子・F・不二雄大全集 SF・異色短編 4』 小学館、2012年、ISBN 978-4091434982

## 再録
- S-Fマガジン、2023年、6月号

特集 「藤子F不二雄のSF短編」として再録

## 備考
本作に登場するウサギは2005年のワンダーフェスティバル夏会場限定アイテムとしてフィギュア化された。